# Бохтюга (приток Сухоны)
Бохтюга — река в России, протекает по Сокольскому району Вологодской области. Устье реки находится в 547 км от устья Сухоны по левому берегу. Длина реки составляет 35 км.
Бохтюга берёт начало около деревни Медведево (Нестеровское сельское поселение) в 32 км к северо-западу от города Сокол. Генеральное направление течения — юг. В верхнем течении течёт параллельно Кубене примерно в пяти километрах восточнее. Крупнейшие притоки — Семлюга, Михалёвка (левые), Чёрная (правый).
Долина реки плотно заселена, на берегах Бохтюги расположен ряд деревень Нестеровского сельского поселения (верхнее течение): Копосиха, Михалево, Меленка (правый берег); Марфинское, Панютино, Конаниха (левый берег) и Архангельского сельского поселения (нижнее течение): Мочалово, Курилово, Гоголицыно, Корякино, Тупицыно, Пахталка (правый берег); Прокопово, Василево, Навалкино, Иванково, Архангельское, Ертебино (левый берег).
Впадает в Сухону примерно 12 километрами выше города Сокол.

## Данные водного реестра
По данным государственного водного реестра России относится к Двинско-Печорскому бассейновому округу, водохозяйственный участок реки — Северная Двина от начала реки до впадения реки Вычегда, без рек Юг и Сухона (от истока до Кубенского гидроузла), речной подбассейн реки — Сухона. Речной бассейн реки — Северная Двина.
Код объекта в государственном водном реестре — 03020100312103000006295.